# Викенд са ћалетом (ТВ серија)
Викенд са ћалетом је мини серија настала по сценарију и режији Мирослава Момчиловића.
Током 2021 године емитовала се на каналу Нова a репризно током 2022. године на РТС 1.

## Радња
Након сазнања да је тешко болестан и да му је од живота остало још неколико недеља, Кашика жарко пожели да проведе викенд са Огњеном, 11-огодишњим сином из претходног брака. Кашика је средовечни београдски криминалац, припадник старе школе, заробљен у времену када је био у пуној снази. Његова бивша супруга му излази у сусрет јер је свесна чињенице да се Кашики ближи крај и да је то вероватно последњи сусрет оца са сином.
С обзиром на то да сина није виђао 5 година јер је због малих компликација имао забрану приласка дечаку, Кашика покушава да по убрзаном курсу у сина утисне све оно што он сматра важним за живот и преживљавање на улици и да истовремено из малог истера све оно што је по његовом мишљењу мекано, слабашно и девијантно. Огњен, одрастао у савременом вај-фај окружењу, из виртуелног, муњевито, без времена да дође до даха, упада у подземни свет свог оца који покушава немогуће - да у неколико дана испоручи сву топлину, искуство и мудрост које поседује, истовремено покушавајући да као прави београдски шмекер од малог сакрије своју болест.

## Улоге
| Глумац                 | Улога                   |
| ---------------------- | ----------------------- |
| Ненад Јездић           | Милован Митровић Кашика |
| Бане Видаковић         | Бата Коњ                |
| Васа Вранеш            | Огњен Митровић          |
| Миодраг Крстовић       | Радован                 |
| Jeлена Ђукић           | Мелани                  |
| Катарина Радивојевић   | Сузана                  |
| Ана Радовић            | Василиса                |
| Марко Гверо            | Метла                   |
| Зоран Вукајловић       | Перика                  |
| Александра Алач        | Нада                    |
| Светлана Бојковић      | госпођа мама            |
| Борис Миливојевић      | Бамбус                  |
| Миљан Давидовић        | Штосекаже               |
| Скендер Бислимовић     | хирург                  |
| Срна Ланго             | Зорица                  |
| Милош Петровић Тројпец | Восак                   |
| Бојан Лазаров          | Доктор                  |
| Бојан Жировић          | Цојле                   |
| Никола Пејаковић       | професор                |
| Милан Ковачевић        | Буклија                 |
| Маја Лукић             | монахиња                |
| Јована Балашевић       | седларка                |
| Димитрије Гуглета      | поп                     |
| Горица Поповић         | игуманија               |
| Јована Стевић          | Цака                    |
| Александра Плескоњић   | Рајка                   |
| Радоје Чупић           | пијанац                 |
| Радован Миљанић        | пијанац                 |
| Бора Ненић             | Шуле                    |
| Миљана Кравић          | Анабела                 |
| Тара Тошевски          | Лореана                 |
| Никола Јоксимовић      | полицајац 1             |
| Брана Кнежевић         | полицајац 2             |
| Душан Поповић          | певач                   |
| Аца Николић Чергар     | хармоникаш              |
| Саша Живановић         | Сале                    |
| Мирјана Гардиновачки   | Кашикина кева           |
| Брана Марјановић       | господин у вц-у         |
| Миља Момчиловић        | Мина                    |

## Специјални гости
- Џеј Рамадановски
- Вујадин Савић

## Занимљивости
СББ је омогућио путем своје платформе ЕОН гледање свих епизода серије одједном пре телевизијског емитовања за одређену новчану надокнаду.
Серија је емитована и на РТС 1 након што је телевизија купила пакет серија од компаније Јунајтед медија, у ком су се још налазиле серије Кљун и Време зла.